# E回線
E回線（イーかいせん、英: E-carrier）は、物理的に1つの導線対を使って複数の音声信号を同時に転送する電気通信規格の一種。先行するアメリカ合衆国のT回線規格を強化する形で欧州郵便電気通信主管庁会議 (CEPT) が策定し、現在では国際電気通信連合のITU-Tの規格として採用されている。アメリカ、カナダ、日本以外の世界各国で採用されている。
E回線規格は Plesiochronous Digital Hierarchy (PDH) の一部を形成しており、E1回線を束ねたE3リンクが電話交換機間や国家間の接続に使われている。電気通信事業者はこれを使って異なる国にある顧客の間に専用のE1回線を提供することができる。
実際には、E1（30回線）とE3（480回線）のみが使われている。物理的にはE1は32のタイムスロットで転送し、E3は512タイムスロットで転送する（ただし、1つはデータフレーム用、1つは呼制御用に使われる）。インターネットのデータサービスとは異なり、E回線システムは常に音声通話に全容量を割り当てている。そのため遅延（レイテンシ）と容量が常に変わらず、高い品質を保証できる。
E1回線は電話交換機でよく採用されており、特に交換機間の接続によく使われている。

## E1回線
E1回線は2つの導線で構成され、通常はツイストペアケーブルを使用している。定格上のピークは3ボルトで、信号の極性が長時間変化しないということがないような符号化方式を採用している。データ転送レートは2.048Mbit/s（全二重、すなわち下りも上りも2.048Mbit/s）で、それを32のタイムスロットに分割し、各スロットには8ビットずつ割り当てている。したがって各タイムスロットは8ビットのサンプルを毎秒8000回送受信する (8×8000×32 = 2,048,000)。これは一般的な電話の音声の標本化レートに合わせたものである。タイムスロットには0から31の番号が振られている。
1つのタイムスロット (TS0) はフレーム同期用に予約されていて、周期的な固定パターンを転送している。すなわち、受信側はこのタイムスロットを見て各チャンネルのフレームの開始時点を知ることができる。規格では各フレームで転送される全ビットについて巡回冗長検査を規定しており、ビット誤りを検出できるが、実際には必ずしも使われていない。
1つのタイムスロット (TS16) は、呼の設定や切断を制御する信号規格用に予約されている。例えばチャネル連携信号 (CAS) では、一連のビットで回線のオープン/クローズ（受話器を持ち上げ、ダイヤルを回すといった操作）を複製したり、音声回線自体で伝送されるトーン信号を複製したりする。その後共通線信号 (CCS) としてISDNとNo.7共通線信号方式 (SS7) が普及している。これは発呼者ID、要求される転送型などの各種情報を短いメッセージに符号化して送信する。ISDNはローカルな電話交換やPBXなどでよく使われ、SS7はほとんど電話交換機間でのみ使われる。
北アメリカで先行して開発されたT回線システムとは異なり、各標本の8ビットは全てそれぞれの呼で利用可能である。このためE1回線はデータのやり取りをする際にも情報を失うことがない。
本来のCEPT規格 G.703 は物理層としていくつかの規格を指定しているが、実際にはほとんどHDB3 (high density bipolar of order 3) フォーマットだけが使われている。

## ハイアラーキ
E0信号レートに基づくPDHは、下位レベルの信号群を上位レベルが多重化する設計である。フレーム化されたE1は30のE0データチャネルと1つの信号チャネルを含むよう設計されており、それ以上のレベルは下位レベルを4つ含むよう設計されている。オーバーヘッドとなるビットを考慮する必要があるため、また網の部分によってレートが異なることを考慮するため、上位レベルは単純に下位レベルの容量を合計したものより大きい容量（レート）になっている（例えばE1を4倍すると8.192Mbit/sだが、E2は8.448Mbit/sである）。
多重化の性質上、1つ下位のレベルに戻すことは非常に難しく、個々のチャネルに戻してから再び所望のレベルに多重化する必要がある。
| 信号 | レート         |
| ---- | -------------- |
| E0   | 64 kbit/s      |
| E1   | 2.048 Mbit/s   |
| E2   | 8.448 Mbit/s   |
| E3   | 34.368 Mbit/s  |
| E4   | 139.264 Mbit/s |